# Lithognathus
Lithognathus je rod rib iz družine šparov.
V rod sodijo naslednje vrste:
- bela ovčica (Lithognathus lithognathus)
- Lithognathus aureti
- Lithognathus olivieri
- ovčica (Lithognathus mormyrus)

Prve tri vrste so endemične ob tropskih obalah jugovzhodnega Atlantika, ovčica pa je razširjena po vsem zahodnem Atlantskem oceanu vključno s Sredozemljem in zahodnem delu Indijskega oceana.